# نبض کوریگان
نبض کوریگان (انگلیسی: Collapsing pulse) یا نبض چکشی واتسون یا نبض افت‌کننده شناخته می‌شود، یک  نشانهٔ پزشکی است (که در نارسایی آئورت دیده می‌شود) که نبضی را توصیف می‌کند که تپشی و نیرومند است، به سرعت افزایش می‌یابد و متعاقباً به ناگاه افت می‌کند، گویی چکش آبی است که باعث ایجاد نبض می‌شد.
نبض کوریگان با افزایش حجم ضربه‌ای بطن چپ و کاهش مقاومت محیطی همراه است که منجر به افزایش فشار نبض در نارسایی آئورت می‌شود.
نبض کوریگان معمولاً زمانی که بیمار نارسایی آئورت دارد، دیده می شود. این نبض همچنین در شرایط دیگری که گردش خون هیپردینامیک می شود، نیز دیده می شود. برخی  از علل آن در زیر آمده است:
- تب
- بارداری
- مجرای شریانی باز
- برادی‌کاردی
- کم‌خونی
- بیماری قلبی ریوی
- سیروز
- بری‌بری
- پرکاری تیروئید
- فیستول شریانی‌وریدی
- بیماری پاژه
- الکلیسم مزمن